# Туш (мастило)
Туш, или „кинеско мастило“ је водени раствор пигмента. У употреби је најчешће у црној боји, и то је „оригинални туш“, мада га има и у свим бојама. Водоотпоран је, а прави се тако што се пигмент од црног угљена меша са разним желатинима или лепком.
Туш се прво употребљавао у Кини и отуда и назив „кинеско мастило“, а према кинеској легенди изумео га је кинески филозоф Tien-Lcheu 2697. године пре нове ере.
У Египту се туш употребљавао за исписивање хијероглифа на папирусима.
При крају 11 века, Ераклус, у свом делу De Coloribus et Artibus Romanorum пише упутства за прављење неколико врсти туша, укључујући ту и прављење „кинеског мастила“, које је направљено од чађи, смоле или дрвета. У зависности које је боје дрво, могли су се направити и тушеви у боји. 1581. године у Енглеској почиње прва ручна производња „кинеског мастила“ — туша. У Европи се туш појављује у широј употреби тек у 18. веку.
У Кини, Јапану и Кореји је у употреби и пресовани туш — „кинески туш“, који, осим у црној, основној боји, може бити и у другим бојама.
Пресовани туш се трља у малој каменој посуди, и ту се пигмент, који се добио стругањем о камену подлогу, меша са водом. Густину туша одређује сам уметник. Овако припремљен туш се на папир или платно наноси четком. У Кини и Јапану, на овај се начин исписују текстови — калиграфија, а праве се и цртежи на папиру и тканини. Најбољи папир за цртање је ручно рађени папир од пиринча, због своје структуре и начина на који прима туш, а када је у питању тканина, најбоља подлога је, за цртеже четком, свила.

## Технике цртања тушем
Цртање тушем је једна од цртачких техника, а постоји неколико врста цртања тушем:
- цртеж пером
- цртеж дрвцетом
- цртеж четком
- лавирани туш

Цртеж пером се изводи металним или птичјим пером (од гуске, гаврана или лабуда). Птичја пера имају оштар и еластичан шиљак који је осетљив на притисак руке, па се, баш због тога, лаганим додиривањем подлоге или јачим притиском на њу, добијају линије различитих дебљина и оштрина. Метална пера — перца, којих има различитих дебљина, остављају оштар и јасан траг, па зато и сам цртеж делује јасно, чисто и оштро са пуно контраста и напетости. Унакрсним линијама, њиховим дебљинама, а то се постиже притиском пера на подлогу, и тачкама се могу дочарати структуре и текстуре различитих материјала. Метална перца се стављају у држало од дрвета или метала. Као материјал у цртању најчешће служи црни туш, затим туш у боји, мастило и сепија (боја од сипе). Као подлога, за овакво цртање потребне су финије врсте глатког папира.
Цртеж дрвцетом се изводи на сличан начин као и пером, али уместо пера се употребљавају танка, више или мање зашиљена дрвца. Од врсте дрвета, као и од дебљине дрвцета, зависи каква ће бити линија цртежа. Многи уметници, због тога што су у стању да сами направе тачно оно што им одговара, служе се овим начином цртања. И код ове технике, као подлога за цртање треба да буде финија врста глатког папира, а црта се помоћу црног туша, туша у боји, мастилом и сепијом.
Цртеж четком се изводи тако што се туш, туш у боји, мастило или сепија наноси на папир четком. Четке су различитих дебљина, а притиском четке на подлогу по којој се црта, стварају се међутонови, нијансе светлијег и тамнијег. Папир код оваквог начина цртања мора бити папир који релативно брзо упија туш, мада се и на глатком папиру, због проклизавања четке могу добити разни ефекти.
Лавирани туш се изводи тако да се сувом четком испире нанесени намаз туш који се по потрби наноси поново. У принципу се могу лавирати све врсте сликарких техника.